# Санс, Альваро
Альваро Санс Каталан (исп. Álvaro Sanz Catalán; родился 14 февраля 2001 года, Каспе, Испания) — испанский футболист, полузащитник испанского футбольного клуба «Мирандес».

## Клубная карьера
Альваро Санс является воспитанником футбольного клуба «Реал Сарагоса» и «Барселона». За «Барселона B» Санс дебютировал в матче против «Химнастик Таррагона». В матче против того же клуба удалился на 85-й минуте.
За «Барселону» дебютировал в матче против «Мальорки», выйдя на замену на 71-й минуте вместо Нико Гонсалеса. 11 февраля получил травму ноги и выбыл на три недели. Свой первый гол забил в ворота «Кастельона». Из-за разрыва отводящей мышцы и повреждения приводящей пропустил три недели. В матче против «Осасуна B» получил две жёлтых карточки. Всего за клуб сыграл в 63 матчах, где забил 2 мяча и отдал 2 голевые передачи.
20 января 2023 года перешёл в «Мирандес». Дебют за клуб состоялся в матче против футбольного клуба «Вильярреал B».

## Карьера в сборной
Альваро Санс сыграл 9 матчей за сборную Испании до 17 и 18 лет, где забил гол в ворота Китая. На победном для Испании чемпионате Европы сыграл 3 матча.